# Nebria ingens
Nebria ingens är en skalbaggsart som beskrevs av Horn. Nebria ingens ingår i släktet Nebria och familjen jordlöpare. Inga underarter finns listade i Catalogue of Life.